# Alberto Aspe
Alberto Aspe Ortiz (n. Madrid; 13 de mayo de 1987) es un jugador de baloncesto profesional de nacionalidad española. En la actualidad juega en el Omnia CB Las Rozas en la Adecco Plata.

## Carrera

### Selección nacional
- Selección de España Cadete.
- Selección de España Junior.
- Selección de España sub-20.

## Trayectoria
- 1997-99 Colegio Menesiano. Consigue un campeonato de Madrid el primer año que juega al baloncesto.
- 1999-01 Real Madrid. Infantil
- 2001-02 Real Madrid. Cadete.
- 2002-03 Real Madrid Junior. Juega competición europea.
- 2003-04 ACB. Real Madrid. También ULEB Cup.
- 2004-05 Real Madrid Junior.
- 2004-05 ACB. Real Madrid.
- 2005-06 EBA. Adecco Estudiantes.
- 2006-07 ACB. MMT Estudiantes combinado con el equipo EBA.
- 2007-08 LEB de plata. Cáceres 2016
- 2008-09 LEB de bronce. Fundación Siglo XXI de Valdemoro
- 2009-10 EBA. Real Canoe
- 2011-12 Adecco Plata. Omnia CB Las Rozas
- 2012-2022 Nuggets in Paris
- 2017-   LEB de plata. Omnia CB Las Rozas

## Palmarés

### Campeonato Nacionales
- 2001-02 Campeonato de España Cadete. Real Madrid. Campeón.
- 2002-03 Campeonato de España Cadete. Real Madrid. Campeón.
- 2005-06 Circuito sub-20. Adecco Estudiantes. Campeón.
- 2006-07 Circuito sub-20. MMT Estudiantes. Campeón.
- 2004-05 liga ACB. Real Madrid. Campeón.
- 2004-05 Copa del Rey. Real Madrid. Subcampeón

### Campeonatos internacionales
- 2003 Campeonato de Europa Cadete. Selección de España. Medalla de Oro.
- 2004 Campeonato de Europa Junior. Selección de España. Zaragoza. Medalla de Oro.
- 2004 Torneo de Mannheim. Selección Nacional Junior. Medalla de Bronce.
- 2004-05 Copa Uleb. Real Madrid. Subcampeón

### Consideraciones personales
2005-06 Circuito sub-20. Adecco Estudiantes. MVP.